# Récompenses des Spurs de San Antonio
Les Spurs de San Antonio sont une franchise de basket-ball américaine évoluant dans la National Basketball Association. Cet article regroupe l'ensemble des récompenses des Spurs de San Antonio durant les saisons ABA et NBA.

## Titres de l'équipe

### Champion NBA
Les Spurs ont gagné 5 titres de champion NBA : 1999, 2003, 2005, 2007, 2014.

### Champion de conférence
Ils ont remporté 6 titres de champion de la Conférence Ouest : 1999, 2003, 2005, 2007, 2013, 2014.

### Champion de division
Les Spurs ont été 22 fois champion de leur division : 1978, 1979, 1981, 1982, 1983, 1990, 1991, 1995, 1996, 1999, 2001, 2002, 2003, 2005, 2006, 2009, 2011, 2012, 2013, 2014, 2016, 2017.
Ces titres se répartissenet en 2 titres de la division Centrale, 11 titres de la division Midwest et 9 titres de la division Sud-Ouest.

## Titres individuels en ABA

### Rookie de l'année
- Swen Nater – 1974

### Entraîneur de l'année
- Tom Nissalke – 1972

### Exécutif de l'année
- Jack Ankerson – 1974

## Titres individuels en NBA

### MVP
- David Robinson – 1995
- Tim Duncan (x2) – 2002, 2003

### MVP des Finales
- Tim Duncan (x3) – 1999, 2003, 2005
- Tony Parker – 2007
- Kawhi Leonard – 2014

### Rookie de l'année
- David Robinson – 1990
- Tim Duncan – 1998
- Victor Wembanyama - 2024
- Stephon Castle - 2025

### Défenseur de l'année
- Alvin Robertson – 1986
- David Robinson – 1992
- Kawhi Leonard (x2) – 2015, 2016

### Sixième homme de l'année
- Manu Ginóbili – 2008

### Meilleure progression de l'année
- Alvin Robertson – 1986

### Entraîneur de l'année
- Gregg Popovich (x3) – 2003, 2012, 2014

### Exécutif de l'année
- Angelo Drossos – 1978
- Bob Bass – 1990
- R.C. Buford (x2) – 2014, 2016

### J. Walter Kennedy Citizenship Award
- David Robinson – 2003

### NBA Sportsmanship Award
- Avery Johnson – 1998
- David Robinson – 2001
- Steve Smith – 2002

### Twyman–Stokes Teammate of the Year Award
- Tim Duncan – 2015

## Hall of Fame
14 hommes ayant joué aux Spurs principalement, ou de façon significative pendant leur carrière ont été introduits au Basketball Hall of Fame (également appelé Naismith Memorial Basketball Hall of Fame).
| Joueur            | Activité aux Spurs | Activité aux Spurs      | Hall of Fame        |
| Joueur            | Années             | Titres avec San Antonio | Année intronisation |
| ----------------- | ------------------ | ----------------------- | ------------------- |
| Cliff Hagan       | 1967–1969          | 0                       | 1978                |
| George Gervin     | 1974–1985          | 0                       | 1996                |
| Moses Malone      | 1994–1995          | 0                       | 2001                |
| Dominique Wilkins | 1996–1997          | 0                       | 2006                |
| David Robinson    | 1989–2003          | 2                       | 2009                |
| Artis Gilmore     | 1982–1987          | 0                       | 2011                |
| Dennis Rodman     | 1993–1995          | 0                       | 2011                |
| Louie Dampier     | 1976–1979          | 0                       | 2015                |
| Tracy McGrady     | 2013               | 0                       | 2017                |
| Maurice Cheeks    | 1989–1990          | 0                       | 2018                |
| Tim Duncan        | 1997–2016          | 5                       | 2020                |
| Manu Ginóbili     | 2002–2018          | 4                       | 2022                |
| Pau Gasol         | 2016–2019          | 0                       | 2023                |
| Tony Parker       | 2001–2018          | 4                       | 2023                |

### Entraineurs, managers et contributeurs
| Personnalité       | Activité aux Spurs | Activité aux Spurs      | Activité aux Spurs | Hall of Fame        | Hall of Fame |
| Personnalité       | Années             | Titres avec San Antonio | Fonction           | Année intronisation | Qualité      |
| ------------------ | ------------------ | ----------------------- | ------------------ | ------------------- | ------------ |
| Larry Brown        | 1988–1992          | 0                       | entraîneur         | 2002                | entraîneur   |
| Jerry Tarkanian    | 1992               | 0                       | entraîneur         | 2013                | entraîneur   |
| Cotton Fitzsimmons | 1984–1986          | 0                       | entraîneur         | 2021                | entraîneur   |
| Gregg Popovich     | 1996–              | 5                       | entraîneur         | 2023                | entraîneur   |

## Maillots retirés
Les maillots retirés de la franchise des Spurs sont les suivants :
- 00 - Johnny Moore
- 6 - Avery Johnson
- 9 - Tony Parker
- 12 - Bruce Bowen
- 13 - James Silas
- 20 - Manu Ginóbili
- 21 - Tim Duncan
- 32 - Sean Elliott
- 44 - George Gervin
- 50 - David Robinson

Cependant, Bruce Bowen a accepté de laisser à LaMarcus Aldridge, son célèbre numéro 12.

## Récompenses du All-Star Week-End

### Sélections au All-Star Game
Liste des joueurs sélectionnés pour le All-Star Game, en tant que joueur des Spurs de San Antonio :
- John Beasley (x3) – 1968, 1969, 1970
- Cliff Hagan – 1968
- Glen Combs – 1970
- Cincinnatus Powell – 1970
- Donnie Freeman (x2) – 1971, 1972
- Steve Jones – 1972
- Rich Jones (x2) – 1973, 1974
- Swen Nater (x2) – 1974, 1975
- George Gervin (x11) – 1975, 1976, 1977, 1978, 1979, 1980, 1981, 1982, 1983, 1984, 1985
- James Silas (x2) – 1975, 1976
- Larry Kenon (x3) – 1976, 1978, 1979
- Billy Paultz – 1976
- Artis Gilmore (x2) – 1983, 1986
- Alvin Robertson (x3) – 1986, 1987, 1988
- David Robinson (x10) – 1990, 1991, 1992, 1993, 1994, 1995, 1996, 1998, 2000, 2001
- Sean Elliott (x2) – 1993, 1996
- Tim Duncan (x15) – 1998, 2000, 2001, 2002, 2003, 2004, 2005, 2006, 2007, 2008, 2009, 2010, 2011, 2013, 2015
- Manu Ginóbili (x2) – 2005, 2011
- Tony Parker (x6) – 2006, 2007, 2009, 2012, 2013, 2014
- LaMarcus Aldridge (x3) – 2016, 2018, 2019
- Kawhi Leonard (x2) – 2016, 2017
- Dejounte Murray – 2022
- Victor Wembanyama – 2025

### MVP du All-Star Game
- George Gervin – 1980
- Tim Duncan – 2000

### Entraîneur au All-Star Game
- Gregg Popovich (x4) – 2005, 2011, 2013, 2016

### Vainqueur du concours à 3 points
- Marco Belinelli – 2014

### Vainqueur du Skills Challenge
- Tony Parker – 2012

## Distinctions en fin d'année (ABA)

### All-ABA Team

#### All-ABA First Team
- Donnie Freeman – 1972
- James Silas – 1976

#### All-ABA Second Team
- John Beasley (x2) – 1968, 1969
- Cincinnatus Powell – 1968
- Donnie Freeman – 1971
- Swen Nater (x2) – 1974, 1975
- George Gervin (x2) – 1975, 1976
- James Silas – 1975

### ABA All-Rookie Team
- Ron Boone – 1969
- Joe Hamilton – 1971
- James Silas – 1973
- Swen Nater – 1974
- Mark Olberding – 1976

## Distinctions en fin d'année (NBA)

### All-NBA Team

#### All-NBA First Team
- George Gervin (x5) – 1978, 1979, 1980, 1981, 1982
- David Robinson (x4) – 1991, 1992, 1995, 1996
- Tim Duncan (x10) – 1998, 1999, 2000, 2001, 2002, 2003, 2004, 2005, 2007, 2013
- Kawhi Leonard (x2) – 2016, 2017

#### All-NBA Second Team
- George Gervin (x2) – 1977, 1983
- Alvin Robertson – 1986
- David Robinson (x2) – 1994, 1998
- Tim Duncan (x3) – 2006, 2008, 2009
- Tony Parker (x3) – 2012, 2013, 2014
- LaMarcus Aldridge – 2018

#### All-NBA Third Team
- David Robinson (x4) – 1990, 1993, 2000, 2001
- Dennis Rodman – 1995
- Tim Duncan (x2) – 2010, 2015
- Manu Ginóbili (x2) – 2008, 2011
- Tony Parker – 2009
- LaMarcus Aldridge – 2016

### NBA All-Defensive Team

#### NBA All-Defensive First Team
- Alvin Robertson – 1987
- David Robinson (x4) – 1991, 1992, 1995, 1996
- Dennis Rodman  – 1995
- Tim Duncan (x8) – 1999, 2000, 2001, 2002, 2003, 2005, 2007, 2008
- Bruce Bowen (x5) – 2004, 2005, 2006, 2007, 2008
- Kawhi Leonard (x3) – 2015, 2016, 2017
- Victor Wembanyama  – 2024

#### NBA All-Defensive Second Team
- Alvin Robertson (x3) – 1986, 1988, 1989
- David Robinson (x4) – 1990, 1993, 1994, 1998
- Dennis Rodman – 1994
- Tim Duncan (x7) – 1998, 2004, 2006, 2009, 2010, 2013, 2015
- Bruce Bowen (x2) – 2002, 2003
- Kawhi Leonard – 2014
- Danny Green – 2017
- Dejounte Murray – 2018

### NBA All-Rookie Team

#### NBA All-Rookie First Team
- Greg Anderson – 1988
- Willie Anderson – 1989
- David Robinson – 1990
- Tim Duncan – 1998
- Tony Parker – 2002
- Gary Neal – 2011
- Kawhi Leonard – 2012
- Victor Wembanyama – 2024
- Stephon Castle – 2025

#### NBA All-Rookie Second Team
- Sean Elliott – 1990
- Manu Ginóbili – 2003
- DeJuan Blair – 2010
- Jeremy Sochan – 2023